# 江北町立江北小学校
江北町立江北小学校（こうほくちょうりつこうほくしょうがっこう）は佐賀県杵島郡江北町山口にある公立小学校。

## 概要
歴史
1874年（明治7年）創立の「名文小学校」、翌1875年（明治8年）創立の「新民小学校」・「啓暗小学校」を源流とする。数回の改組・改称を経て、現校名になったのは1952年（昭和27年）。昭和30年代には杵島炭鉱の隆盛により、児童数が3,000名近くになる年もあった。
校章
桜の花弁の絵を背景にして、中央に校名の「江北」（縦書き）を配している。
校歌
1956年（昭和31年）制定。作詞は中島哀浪、作曲は陶山聡による。歌詞は3番まであり、3番の歌詞中に校名の「江北小学校」が登場する。
校区
杵島郡江北町全域。中学校区は江北町立江北中学校。

## 沿革
旧・境堀小学校
- 1874年（明治7年）- 上小田村の永林寺に「明文小学校」が開校。南多久村原の前に「花村小学校」が開校。
- 1875年（明治8年）- 山口村の東照寺に「新民小学校」が開校。
- 1877年（明治10年）- 明文小学校と新民小学校が統合の上、（上小田・下小田・山口三ヶ村組合立）「境堀小学校」となる。
- 1887年（明治20年）- 小学校令施行により、尋常科（4年制）を設置の上、「尋常境堀小学校」に改称。
- 1889年（明治22年）
  - 4月1日 - 町村制施行により、以下の2村が発足。
    - 旧・山口村（大部分）と八町村が合併し、「山口村」が発足。山口村字花祭の一部（谷下・西山・大野・田柄の4地区）は小城郡南多久村に編入。
    - 上小田村と下小田村が合併し、「小田村」が発足。

  - 4月 - （山口村立）尋常花村小学校花祭分校が設置される。藁葺き校舎1棟が完成。花祭地区と白木地区（山口村に残った字花祭の一部）の尋常科1・2年の児童を収容。
- 1891年（明治24年）- 花祭分校が尋常花祭小学校として独立。
- 1892年（明治25年）4月 - 「境堀尋常小学校」に改称。
- 1897年（明治30年）6月 - 高等科（4年制）を併置の上、「境堀尋常高等小学校」に改称。小田・山口二ヶ村組合立とする。花祭尋常小学校を統合の上、花祭分校とする。
- 1899年（明治32年）9月 - 四ヶ村[3]組合立江北高等小学校の新設[4]により、高等科を廃止の上、「境堀尋常小学校」（再）に改称。
- 1900年（明治33年）4月 - 四ヶ村[3]組合立江北高等小学校の廃止[4]により、高等科を併置の上、「境堀尋常高等小学校」（再）に改称。
- 1903年（明治36年）3月 - 古川尋常小学校に高等科が設置されることになり、二ヶ村組合を解消。設置者が山口村単独となる。
- 1908年（明治41年）4月 - 古川尋常高等小学校との統合により、「江北尋常高等小学校　境堀校舎（上校舎）」となる。

旧・古川小学校
- 1893年（明治26年）5月 -「下小田尋常小学校」と「八町尋常小学校」が開校。尋常科1・2年の児童を収容。
- 1897年（明治30年）10月 - 上記2校（下小田・八町）を統合の上、「古川尋常小学校」となる。下小田と八町の境界に校地を設置。小田・山口二ヶ村組合立とする。
- 1903年（明治36年）3月 - 高等科を併置の上、「古川尋常高等小学校」に改称。二ヶ村組合が解消され、設置者が小田村単独となる。
- 1908年（明治41年）4月 - 境堀尋常高等小学校との統合により、「江北尋常高等小学校 古川校舎（下校舎）」となる。

旧・佐留志小学校
- 1875年（明治8年）- 佐留志村の堤雄神社に「啓暗小学校」が開校。
- 1881年（明治14年）- 五本松に移転。
- 1889年（明治22年）4月1日 - 町村制施行により、（旧）佐留志村と惣領分村が合併し、「佐留志村」が発足。
- 1893年（明治26年）- 啓暗尋常小学校を「佐留志尋常小学校」と改称。
- 1897年（明治30年）9月 - 高等科（2年制）を併置の上、「佐留志尋常高等小学校」に改称。高等科3・4年に関しては境堀尋常高等小学校に委託。
- 1903年（明治36年）- 校舎を改築。高等科3・4年を新設。境堀尋常高等小学校への委託を終了。
- 1908年（明治41年）4月 - 改正小学校令により、尋常科（義務教育）が4年制から6年制に変更となる。旧高等科1・2年を新尋常科5・6年、旧高等科3・4年を新高等科1・2年とする。児童数増加により、校舎を改築。
- 1932年（昭和7年）8月 - 併置の公民学校青年訓練所が江北公民学校に統合される。
- 1933年（昭和8年）4月1日 - 統合により、尋常科が「江北尋常小学校 佐留志校舎（東校舎）」となる。高等科は「江北尋常小学校 佐留志校舎（東校舎）」になる。

統合・江北小学校
- 1908年（明治41年）4月 - 尋常高等小学校2校（境堀・古川）が統合の上、「江北尋常高等小学校」となる。改正小学校令により、尋常科（義務教育）が6年制、高等科が2～3年制に変更となる。統合校舎が完成するまでの間、旧・境堀校を「境堀校舎（上校舎）」、旧・古川校を「古川校舎（下校舎）」として存続。
- 1912年（明治45年）4月 - 下小田三本黒木1番地（西分と大西、山口西分の境）に統合校舎が完成したため、上校舎と下校舎を廃止の上、移転を完了し、全児童を収容。旧江北校舎は江北公民学校単独の校舎となる。
- 1922年（大正11年）
  - 3月 - 江北農業補習学校が併置される。
  - 4月 - 花祭分校校舎（瓦葺き校舎1棟）を新築。
- 1923年（大正12年）4月 - 農業補習学校に女子部が設置される。また青年訓練所充当となる。
- 1926年（大正15年）11月 - 農業補習学校を公民学校と改称。
- 1931年（昭和6年）4月1日 - 高等科が江北公民学校に統合されたため、高等科を分離の上、「江北尋常小学校」に改称。
- 1932年（昭和7年）4月1日 - 3村（小田・山口・佐留志）の合併により、「江北村」が発足したため、江北村立の小学校となる。
- 1933年（昭和8年）4月1日 - 佐留志尋常高等小学校の尋常科を統合。統合校舎完成までの間、旧・佐留志校は「佐留志校舎（東校舎）」、旧・江北校は「江北校（西校舎）」として存続。
- 1934年（昭和9年）9月7日 - 現在地（山口東分）に統合校舎が完成。東校舎・西校舎を廃止の上、移転を完了し、全児童を収容。
- 1935年（昭和10年）- 青年学校令施行により、併置の公民学校が高等実業青年学校に改称。
- 1941年（昭和16年）4月1日 - 国民学校令施行により、「江北村国民学校」に改称。
  - 尋常科を初等科に改める。公民学校を高等科とする。
- 1947年（昭和22年）4月1日 - 学制改革が行われる。
  - 江北村国民学校の初等科は、新制小学校「江北村立江北小学校」に改組・改称。
  - 江北村国民学校の高等科は青年学校の普通科とともに、新制中学校「江北村立江北中学校」に改組される。
- 1952年（昭和27年）4月1日 - 町制施行により、「江北町立江北小学校」（現校名）に改称。
- 1954年（昭和29年）10月1日 - 校旗を制定。
- 1956年（昭和31年）
  - 1月1日 - 校歌を制定。
  - 9月30日 - 小城郡砥川村の一部（江口・正徳）が江北町に編入。
- 1957年（昭和32年）
  - 4月1日 - 江口・正徳地区の児童が転入。杵島炭鉱系大鶴炭鉱（伊万里）の閉山により、入野村立入野小学校から254名の児童が転入。
  - 5月 - 東二棟（1・2棟）を増築。
  - 10月 - 3・4棟を増築。
- 1958年（昭和33年）- プールが完成。
- 1960年（昭和35年）1月 - 校舎5棟目を増築。
- 1962年（昭和37年）1月 - 給食調理室が完成。
- 1968年（昭和43年）2月 - 岩石園が完成。
- 1969年（昭和44年）
  - この年 - 郷土館を設置。
  - 5月 - 杵島鉱業所閉山により、児童数305名が転出。
- 1970年（昭和45年）- 通学服を制定。
- 1971年（昭和46年）- 鉱害（石炭採掘による陥没・地盤沈下）による校舎2・3棟目の復旧工事が完了。
- 1972年（昭和47年）- 校舎4～6棟目の復旧工事が完了。白木地区1・2年児童が花祭分校から本校へ転入。
- 1975年（昭和50年）- プール・運動場の復旧工事が完了。
- 1976年（昭和51年）- 6棟目校舎3教室を児童館として改造し、江北町役場福祉課に移管。 また、11棟目校舎を移転の上、武道館として改築。講堂を解体の上、体育館が完成。
- 1979年（昭和54年）
  - 3月31日 - 花祭分校が閉校。88年の歴史に幕を閉じる。
  - 8月 - 4棟目校舎を解体し、鉄筋コンクリート造3階建て新校舎（第一期工事）が完成。
- 1980年（昭和55年）4月1日 - 校舎1棟の増改築と校地の分割整備により、江北町立江北幼稚園が開園。
- 1981年（昭和56年）5月 - 鉄筋コンクリート造3階建て新校舎（第二期工事）が完成。
- 1982年（昭和57年）- 児童館を休館。
- 2001年（平成13年）- 給食センターが完成。
- 2009年（平成21年）- 校舎および体育館の耐震工事を完了。
- 2012年（平成24年）- 通級指導教室を開設。

## 義務教育学校の構想
「江北町における義務教育のあり方検討会」において、「江北町義務教育学校」（仮称）基本構想の骨子がとりまとめられ、2023年（令和5年）3月2日に江北町へ、3月3日に町議会と教育委員へ報告が行われた。その概要は以下の通りである。
- 江北小学校と江北中学校を統合した施設一体型の義務教育学校とする。
- 建設予定地は江北中学校敷地内とする。
- 開校時期は2028年（令和10年）4月を目指す。

## 交通
最寄りの鉄道駅
- JR九州 長崎本線・佐世保線 「江北駅」（2022年 「肥前山口駅」から改称）

最寄りのバス停留所
- 祐徳バス 江北町循環線 「江北小学校前」停留所

最寄りの幹線道路
- 国道207号 「江北小学校入口」交差点

## 周辺
- 江北町立江北中学校
- 江北町幼児教育センター
- さわやかスポーツセンター
- イオン九州ジャスコ江北店
- 山口郵便局

## 参考資料
- 「江北町史」（1982年（昭和57年）3月, 江北町）p.436～p.449

## 関連事項
- 佐賀県小学校一覧